# Dasysphecia
Dasysphecia is een geslacht van vlinders uit de familie wespvlinders (Sesiidae), onderfamilie Sesiinae.
Dasysphecia is voor het eerst wetenschappelijk beschreven door Hampson in 1919. De typesoort is Sphecia bombyliformis.

## Soorten
Dasysphecia omvat de volgende soorten:
- Dasysphecia bombyliformis (Rothschild, 1911)
- Dasysphecia bombylina Arita & Kallies, 2005
- Dasysphecia ursina Kallies & Arita, 2005